# Ronald Vale
Ronald David Vale (Hollywood, 11 de janeiro de 1959) é um biologista celular estadunidense, professor da Universidade da Califórnia em São Francisco.

## Prêmios selecionados
- 1991 Prêmio Pfizer de Química de Enzimas
- 2009 Keith R. Porter Lecture
- 2012 Prêmio Wiley de Ciências Biomédicas[1]
- 2012 Prêmio Albert Lasker de Pesquisa Médica Básica<ref>Albert Lasker Award for Basic Medical Research 2012 Winners Prêmio Lasker (laskerfoundation.org)/ref>
- 2013 Prêmio Massry